# Lez (Salat)
Der Lez ist ein Fluss in Südfrankreich, der im Département Ariège in der Region Okzitanien verläuft.

## Verlauf
Der Lez entspringt unter dem Namen Ruisseau de Tartereau auf der Nordseite der Pyrenäen, östlich des Pic de Tartereau, im Gemeindegebiet von Sentein. Er fließt generell in nordöstlicher Richtung, durchquert den Regionalen Naturpark Pyrénées Ariégeoises und mündet nach rund 36 Kilometer im Ortsgebiet von Saint-Girons als linker Nebenfluss in den Salat.

## Orte am Fluss
(Reihenfolge in Fließrichtung)
- Sentein
- Les Bordes-sur-Lez
- Castillon-en-Couserans
- Engomer
- Moulis
- Saint-Girons